# Borussia-Park

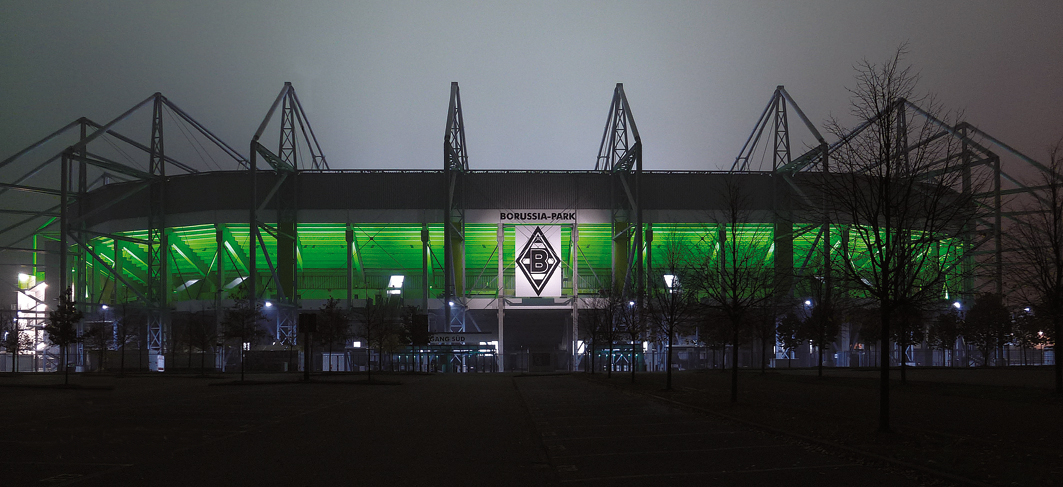
Außenansicht der Südseite des Borussia-Parks

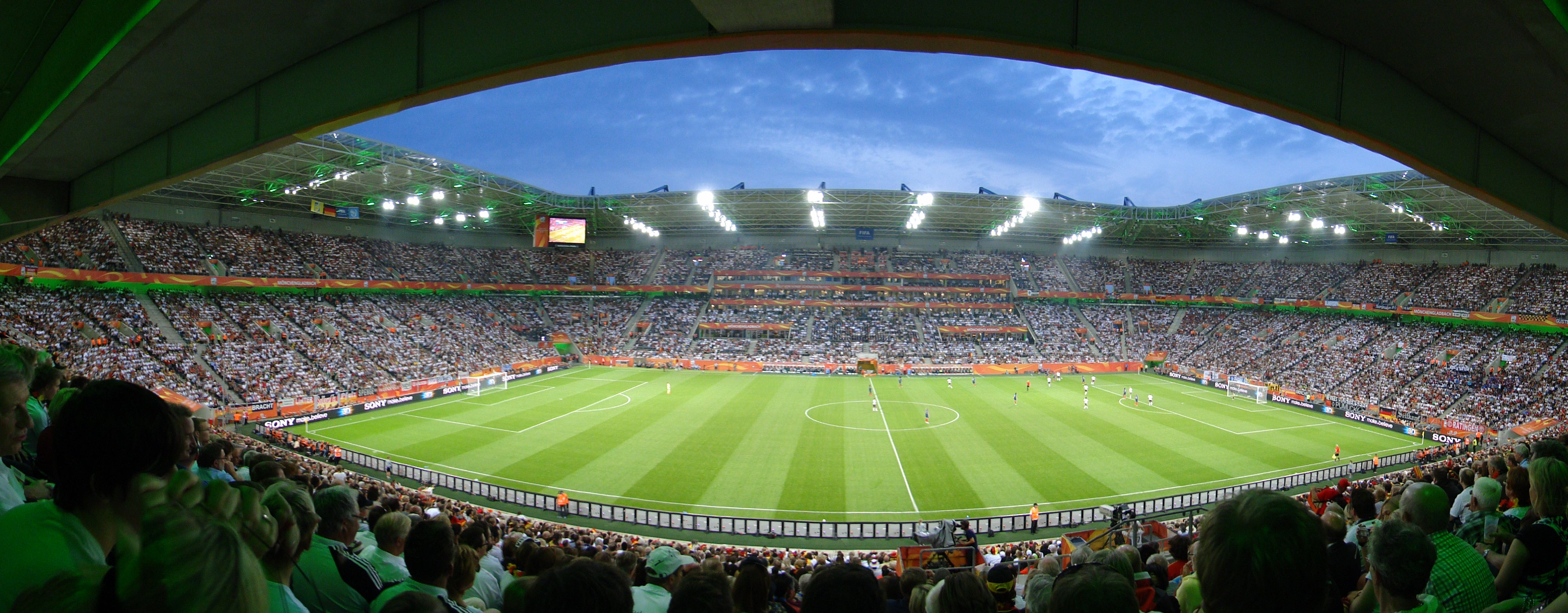
Innenansicht des Stadions während der Fußball-Weltmeisterschaft der Frauen 2011

Belegung mit Sitz- und Stehplätzen

Das Stadion im Borussia-Park (Eigenschreibweise: Stadion im BORUSSIA-PARK) ist das vereinseigene Fußballstadion des Fußball-Bundesligisten Borussia Mönchengladbach. Es liegt im Borussia-Park innerhalb des Nordparks der nordrhein-westfälischen Stadt Mönchengladbach.

## Geschichte
Das Stadion liegt als Zentrum des Area of Sports im Nordpark von Mönchengladbach. Das Areal wurde bis 1996 als Ayrshire Barracks North von der britischen Rheinarmee genutzt. Es liegt im Stadtteil Rheindahlen-Land im Stadtbezirk West.
Nach dem Spatenstich am 15. März 2002 begann Hochtief den Bau am 13. November desselben Jahres. Am 30. Juli 2004 wurde das Stadion mit einem Kleinturnier, an dem neben der Borussia der FC Bayern München und AS Monaco teilnahmen, feierlich eröffnet.
Bei Bundesliga-Spielen finden im Stadion insgesamt 54.042 Zuschauer auf 37.897 überdachten Sitz- und 16.145 überdachten Stehplätzen einen Platz. Da bei internationalen Spielen keine Stehplätze erlaubt sind, ist bei diesen Spielen die Kapazität auf 46.311 Zuschauer begrenzt. Die maximale baurechtlich genehmigte Kapazität beträgt 59.749 Zuschauer, welche erreicht wird, wenn die Südkurve – nach dem Vorbild der Nordkurve – in Stehplätze umgewandelt wird. Das Stadion besitzt 45 Geschäftslogen mit 684 Plätzen und 2.064 Business-Seats plus vier Plätze für Rollstuhlfahrer mit Begleitung. Die Zuschauer verteilen sich auf zwei Ränge. Im Unterrang haben bei Ligaspielen 35.053 Zuschauer Platz, davon 14.079 in der Nordkurve und 2.066 im Gästeblock in der Südkurve. Im Oberrang haben 18.989 Zuschauer auf Sitzplätzen ihren Platz. Hinzu kommen 76 Behinderten- und 194 Presseplätze.
Im Bökelbergstadion, wo die Borussia zuvor ihre Heimspiele austrug, gab es lediglich Platz für 34.500 Zuschauer, davon 8.722 auf Sitzplätzen.
An der Westseite des Stadions befindet sich das Verwaltungsgebäude, das auch gleichzeitig der Haupteingang zur 250 Quadratmeter großen Sportsbar ist. Insgesamt verteilen sich 18.500 Quadratmeter Fläche auf fünf Ebenen, die sich unter der Westtribüne befinden. Außerdem existiert dort ein Verbindungsgang zum Gebäude Borussia-8-Grad, das am 13. Februar 2019 eröffnet wurde. In dem Bauwerk sind auf sieben Etagen ein Hotel von H-Hotels, das neue Vereinsmuseum, ein neuer Fanshop, Arztpraxen, ein Rehazentrum sowie Büroräume untergebracht. Das Investitionsvolumen betrug 31 Millionen Euro.
Das Areal des Borussia-Parks umfasst 264.000 Quadratmeter. Darauf stehen das Stadion, das Verwaltungsgebäude des Vereins mit Fußballinternat und Restaurant an der Hennes-Weisweiler-Allee 1, das Hotel mit dem integrierten Fanshop, das Trainingsgelände und vereinseigene Parkplätze. Im Südwesten des Stadions befindet sich das zehn Hektar große Trainingsgelände. Das Gelände besteht aus sieben Großspielfeldern aus Naturrasen, einem Großspielfeld aus Kunstrasen, zwei Fußballkäfigen für Trainingsspiele, einer Athletikfläche mit einem Läuferhügel sowie einem Koordinationsparcours.
Die Baukosten des Stadions beliefen sich auf 86,9 Millionen Euro. Finanziert wurde das Stadion mit 7,65 Millionen Euro Eigenmitteln, einem Konsortialdarlehen in Höhe von 43,45 Millionen Euro und einem Darlehen der Stadt Mönchengladbach in Höhe von 35,8 Millionen Euro. Nachdem die Borussia das Konsortialdarlehen am 31. Juli 2017 vollständig getilgt hatte, löste sie mit zwei neuen Bankdarlehen auch das städtische Darlehen vollständig ab. Die beiden im Zuge der Umschuldung entstandenen neuen Bankdarlehen in Höhe von insgesamt 48 Millionen Euro sollen bis 2029 abbezahlt werden.
Der Borussia-Park ist ein Kategorie-4-Stadion nach der Stadionklassifikation der UEFA.
Das Stadion wurde am 30. September 2008 als einer der Austragungsorte der Fußball-Weltmeisterschaft der Frauen 2011 ausgewählt. Der Borussia-Park war hinter Berlin und Frankfurt das drittgrößte Stadion des Turniers. Es wurden zwei Vorrundenspiele sowie ein Halbfinalspiel ausgetragen.
In der Sommerpause 2015 wurden im Stadion neue HD-Videowände im 16:9-Format und eine neue Beschallungsanlage installiert. Die beiden Videowände haben heute eine Fläche von 84 Quadratmeter.

## Länderspiele
Bislang wurden im Stadion neun Länderspiele der deutschen Fußballnationalmannschaft ausgetragen.
|                  |   |              |           |
| 8. Juni 2005     |   |              |           |
| Deutschland      | – | Russland     | 2:2 (1:1) |
| 2. Juni 2006     |   |              |           |
| Deutschland      | – | Kolumbien    | 3:0 (2:0) |
| 15. Oktober 2008 |   |              |           |
| Deutschland      | – | Wales        | 1:0 (0:0) |
| 29. März 2011    |   |              |           |
| Deutschland      | – | Australien   | 1:2 (1:0) |
| 1. Juni 2014     |   |              |           |
| Deutschland      | – | Kamerun      | 2:2 (0:0) |
| 31. Aug. 2016    |   |              |           |
| Deutschland      | – | Finnland     | 2:0 (0:0) |
| 16. Nov. 2019    |   |              |           |
| Deutschland      | – | Belarus      | 4:0 (1:0) |
| 14. Juni 2022    |   |              |           |
| Deutschland      | – | Italien      | 5:2 (2:0) |
| 7. Juni 2024     |   |              |           |
| Deutschland      | – | Griechenland | 2:1 (0:1) |

Im Rahmen der Fußball-Weltmeisterschaft der Frauen 2011 fanden zwei Vorrundenspiele, darunter eines mit Beteiligung der Deutschen Fußballnationalmannschaft der Frauen, und ein Halbfinale im Stadion statt.
|               |   |                    |           |
| 29. Juni 2011 |   |                    |           |
| Brasilien     | – | Australien         | 1:0 (0:0) |
| 5. Juli 2011  |   |                    |           |
| Frankreich    | – | Deutschland        | 2:4 (0:2) |
| 13. Juli 2011 |   |                    |           |
| Frankreich    | – | Vereinigte Staaten | 1:3 (0:1) |

## Europapokalspiele

### 2012/13
Am 21. August 2012 fand das erste Europapokalspiel zwischen Borussia Mönchengladbach und dem ukrainischen Vertreter Dynamo Kiew zur Qualifikation der Teilnahme an der UEFA Champions League 2012/13 im Stadion statt.
|                |                                        |           |
| 21. Aug. 2012: | Borussia Mönchengladbach – Dynamo Kiew | 1:3 (1:2) |

Im Rahmen der UEFA Europa League 2012/13 fanden im Borussia-Park folgende Partien statt:
Gruppenphase:
|                |                                                |           |
| 4. Okt. 2012:  | Borussia Mönchengladbach – Fenerbahçe Istanbul | 2:4 (1:2) |
| 25. Okt. 2012: | Borussia Mönchengladbach – Olympique Marseille | 2:0 (1:0) |
| 22. Nov. 2012: | Borussia Mönchengladbach – AEL Limassol        | 2:0 (0:0) |

Sechzehntelfinale:
|                |                                      |           |
| 14. Feb. 2013: | Borussia Mönchengladbach – Lazio Rom | 3:3 (1:0) |

### UEFA Europa League 2014/15
Am 28. August 2014 spielte Borussia Mönchengladbach gegen den bosnischen Vertreter FK Sarajevo im Play-off zur Qualifikation der Teilnahme an der UEFA Europa League 2014/15 im Stadion.
|                |                                        |           |
| 28. Aug. 2014: | Borussia Mönchengladbach – FK Sarajevo | 7:0 (3:0) |

Im Rahmen der UEFA Europa League 2014/15 fanden im Borussia-Park folgende Partien statt:
Gruppenphase:
|                |                                             |           |
| 18. Sep. 2014: | Borussia Mönchengladbach – FC Villarreal    | 1:1 (1:0) |
| 23. Okt. 2014: | Borussia Mönchengladbach – Apollon Limassol | 5:0 (1:0) |
| 11. Dez. 2014: | Borussia Mönchengladbach – FC Zürich        | 3:0 (1:0) |

Sechzehntelfinale:
|                |                                       |           |
| 26. Feb. 2015: | Borussia Mönchengladbach – FC Sevilla | 2:3 (0:1) |

### UEFA Champions League 2015/16
Im Rahmen der UEFA Champions League 2015/16 fanden im Borussia-Park folgende Partien statt:
Gruppenphase:
|                |                                            |           |
| 30. Sep. 2015: | Borussia Mönchengladbach – Manchester City | 1:2 (0:0) |
| 3. Nov. 2015:  | Borussia Mönchengladbach – Juventus Turin  | 1:1 (1:1) |
| 25. Nov. 2015: | Borussia Mönchengladbach – FC Sevilla      | 4:2 (1:0) |

### UEFA Champions League 2016/17
Am 24. August 2016 spielte Borussia Mönchengladbach gegen Young Boys Bern im Play-off-Qualifikationsrückspiel zur Teilnahme an der UEFA Champions League 2016/17 im Stadion.
|                |                                            |           |
| 24. Aug. 2016: | Borussia Mönchengladbach – Young Boys Bern | 6:1 (3:0) |

Gruppenphase:
|                |                                            |           |
| 28. Sep. 2016: | Borussia Mönchengladbach – FC Barcelona    | 1:2 (1:0) |
| 1. Nov. 2016:  | Borussia Mönchengladbach – Celtic Glasgow  | 1:1 (1:0) |
| 23. Nov. 2016: | Borussia Mönchengladbach – Manchester City | 1:1 (1:1) |

### UEFA Europa League 2016/17
Der dritte Platz nach der Gruppenphase der UEFA Champions League berechtigte die Mannschaft zur Teilnahme an der Zwischenrunde der UEFA Europa League 2016/17. Der Gegner war der AC Florenz.
Sechzehntelfinale:
|                |                                       |           |
| 16. Feb. 2017: | Borussia Mönchengladbach – AC Florenz | 0:1 (0:1) |

Achtelfinale:
|                |                                          |           |
| 16. März 2017: | Borussia Mönchengladbach – FC Schalke 04 | 2:2 (2:0) |

### UEFA Europa League 2019/20
Im Rahmen der UEFA Europa League 2019/20 fanden im Borussia-Park folgende Partien statt:
Gruppenphase:
|                |                                           |           |
| 19. Sep. 2019: | Borussia Mönchengladbach – Wolfsberger AC | 0:4 (0:3) |
| 7. Nov. 2019:  | Borussia Mönchengladbach – AS Rom         | 2:1 (1:0) |
| 12. Dez. 2019: | Borussia Mönchengladbach – Istanbul BB    | 1:2 (1:1) |

### UEFA Champions League 2020/21
Im Rahmen der UEFA Champions League 2020/21 fanden im Borussia-Park Gruppenspiele statt. Durch die erstmalige Qualifikation von Borussia Mönchengladbach für das Achtelfinale hätte auch das Heimspiel im Borussia-Park stattfinden sollen. Aufgrund der Corona-Krise und der damit verbundenen Einreiseverbote aus Großbritannien, welche auch für das Team von Manchester City galten, wurde das Spiel in die Puskás Aréna in Budapest verlegt.
Gruppenphase:
|                |                                             |           |
| 27. Okt. 2020: | Borussia Mönchengladbach – Real Madrid      | 2:2 (1:0) |
| 25. Nov. 2020: | Borussia Mönchengladbach – Schachtar Donezk | 4:0 (3:0) |
| 1. Dez. 2020:  | Borussia Mönchengladbach – Inter Mailand    | 2:3 (1:1) |

## Spiele im DFB-Pokal
Die folgenden DFB-Pokal-Spiele wurden im Stadion ausgetragen.
|                |                                                |                            |                 |
| 9. Aug. 2008:  | FC Wegberg-Beeck – Alemannia Aachen            | 1:4 (1:1)                  | 1. Hauptrunde 1 |
| 22. Sep. 2009: | Borussia Mönchengladbach – MSV Duisburg        | 0:1 (0:0)                  | 2. Hauptrunde   |
| 27. Okt. 2010: | Borussia Mönchengladbach – Bayer 04 Leverkusen | 1:1 n. V. (0:0), 5:4 i. E. | 2. Hauptrunde   |
| 21. Dez. 2011: | Borussia Mönchengladbach – FC Schalke 04       | 3:1 (1:0)                  | Achtelfinale    |
| 21. März 2012: | Borussia Mönchengladbach – FC Bayern München   | 0:0 n. V., 2:4 i. E.       | Halbfinale      |
| 15. Dez. 2015: | Borussia Mönchengladbach – Werder Bremen       | 3:4 (1:0)                  | Achtelfinale    |
| 25. Okt. 2016: | Borussia Mönchengladbach – VfB Stuttgart       | 2:0 (1:0)                  | 2. Hauptrunde   |
| 25. Apr. 2017: | Borussia Mönchengladbach – Eintracht Frankfurt | 1:1 n. V. (1:1), 6:7 i. E. | Halbfinale      |
| 20. Dez. 2017: | Borussia Mönchengladbach – Bayer 04 Leverkusen | 0:1 (0:0)                  | Achtelfinale    |
| 31. Okt. 2018: | Borussia Mönchengladbach – Bayer 04 Leverkusen | 0:5 (0:2)                  | 2. Hauptrunde   |
| 12. Sep. 2020: | FC Oberneuland – Borussia Mönchengladbach      | 0:8 (0:5)                  | 1. Hauptrunde 2 |
| 2. März 2021:  | Borussia Mönchengladbach – Borussia Dortmund   | 0:1 (0:0)                  | Viertelfinale   |
| 27. Okt. 2021: | Borussia Mönchengladbach – FC Bayern München   | 5:0 (3:0)                  | 2. Hauptrunde   |
| 31. Okt. 2023: | Borussia Mönchengladbach – 1. FC Heidenheim    | 3:1 (3:0)                  | 2. Hauptrunde   |
| 5. Dez. 2023:  | Borussia Mönchengladbach – VfL Wolfsburg       | 1:0 n. V.                  | Achtelfinale    |

## Benefizspiele
Am 11. Mai 2022 fand vor 20.223 Zuschauern ein Benefizspiel zwischen Borussia Mönchengladbach und der ukrainischen Nationalmannschaft im Borussia-Park statt. Der komplette Geldgewinn soll den Menschen zugeführt werden, die unter dem Krieg in der Ukraine leiden.
|               |                                    |           |              |
| 11. Mai 2022: | Borussia Mönchengladbach – Ukraine | 1:2 (1:1) | Benefizspiel |

## Telekom Cup
Am 20. und 21. Juli 2013 wurden im Stadion die vier Spiele des Vorbereitungsturniers Telekom Cup ausgetragen.
|                |                                              |           |                  |
| 20. Juli 2013: | Borussia Mönchengladbach – Borussia Dortmund | 1:0 (1:0) | 1. Halbfinale    |
| 20. Juli 2013: | Hamburger SV – FC Bayern München             | 0:4 (0:3) | 2. Halbfinale    |
| 21. Juli 2013: | Borussia Dortmund – Hamburger SV             | 1:0 (1:0) | Spiel um Platz 3 |
| 21. Juli 2013: | Borussia Mönchengladbach – FC Bayern München | 1:5 (1:3) | Finale           |

Beim Telekom Cup am 15. Juli 2017 wurden folgende Begegnungen im Borussia-Park abgehalten.
|                |                                                |                |                  |
| 15. Juli 2017: | Borussia Mönchengladbach – Werder Bremen       | 0:0, 3:5 n. E. | 1. Halbfinale    |
| 15. Juli 2017: | FC Bayern München – TSG 1899 Hoffenheim        | 1:0            | 2. Halbfinale    |
| 15. Juli 2017: | Borussia Mönchengladbach – TSG 1899 Hoffenheim | 0:0, 5:6 n. E. | Spiel um Platz 3 |
| 15. Juli 2017: | FC Bayern München – Werder Bremen              | 2:0            | Finale           |

## Konzerte
Bislang fanden im Stadion die folgenden Konzerte statt.
|                |                                                                        |
| 6. Juni 2006:  | Elton John und The Storys vor 20.000 Zuschauern                        |
| 6. Juni 2008:  | Herbert Grönemeyer, Philipp Poisel und Dendemann vor 40.000 Zuschauern |
| 5. Juli 2013:  | Bruce Springsteen & the E Street Band vor 37.000 Zuschauern            |
| 21. Juli 2024: | Pink vor 43.000 Zuschauern                                             |

Bis 2014 fand alle zwei Jahre das NATO-Musikfest im Stadion statt.
Aktuell werden Konzerte meist im benachbarten Hockeypark veranstaltet.